# Jules Adenis

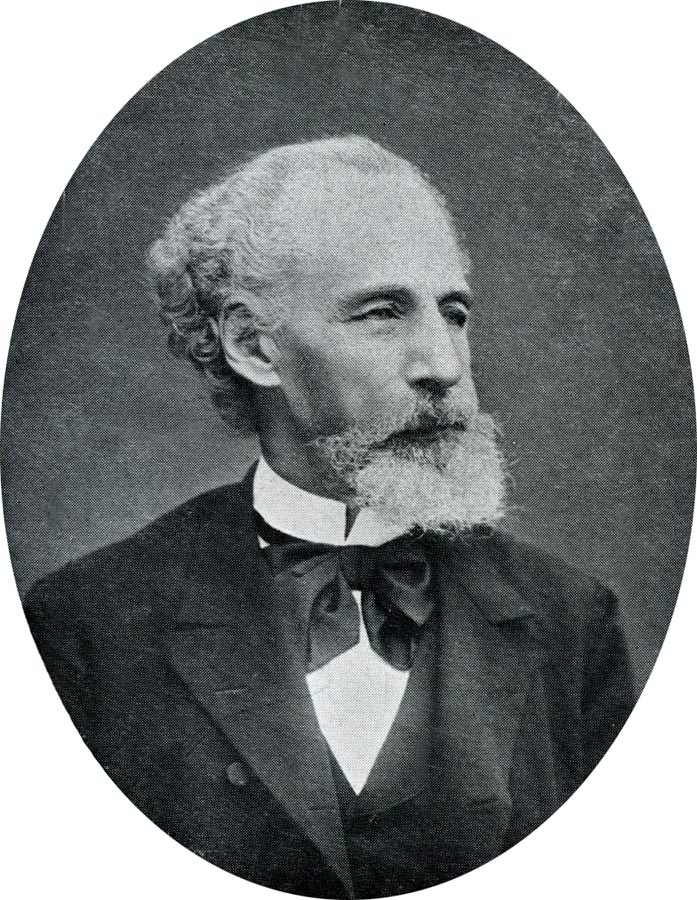
Jules Adenis

Jules-Adenis de Colombeau (* 28. Juni 1823 in Paris; † 1900 ebenda) war ein französischer Journalist, Schriftsteller und Librettist.

## Leben
Adenis absolvierte erfolgreich das Collège royal de Bourbon und bekam im Anschluss daran eine Anstellung bei der Compagnie de Saint-Gobain. Bereits zu dieser Zeit war er Mitarbeiter verschiedener Zeitungen und Zeitschriften. Daneben versuchte er sich auch als Librettist und konnte hier mit „Das Mädchen von Perth“ (La jolie fille de Perth) einen seiner größten Erfolge verzeichnen.
Durch seine Arbeit am Theater machte Adenis schon bald Bekanntschaft mit der Société des auteurs et compositeurs (SACD) eine frühe Form einer Verwertungsgesellschaft, deren Sekretär er später für einige Jahre war.
Seine beiden Söhne, Eugène (1854–1923) und Édouard (1867–1952), wurden ebenfalls Schriftsteller und reüssierten ala Librettisten.

## Werke (Auswahl)
Libretti
- Jacques Offenbach: Un postillon en gage. Opérette en un acte. Paris 1856 (zusammen mit Edouard Plouvier).[1]
- Frédéric Barbier: Madame Pygmalion. Opérette-bouffe en un acte. Paris 1863 (zusammen mit Francis Tourte).[2]
- Ernest Guiraud: Sylvie. Opéra comique en un acte. Paris 1864 (zusammen mit Jules Rostaing).[3]
- Adrien Barthe: La fiancée d'Abydos. Opéra en 4 actes et 5 tableaux. Paris 1865.[4]
- Jules Massenet La Grand'tante. Opéra-comique en un acte. Paris 1867 (zusammen mit Charles Grandvallet).[5]
- Georges Bizet: Das Mädchen von Perth. Oper in vier Akten (La jolie fille de Perth). Choudens Verlag, Köln 1880 (zusammen mit Henri de Saint Georges; frei nach Walter Scotts gleichnamigen Roman).[6]
- Joseph Poniatowski: La Contessina. Opéra-seria en trois actes. Paris 1868 (zusammen mit Henri de Saint Georges).[7]
- Ferdinand Poise: Les trois souhaits. Opéra-comique en un acte. Paris 1873.[8]
- Joseph O’Kelly: La Zingarella. Opéra-comique en un acte. Paris 1878 (zusammen mit Jules Montini).[9]
- Théodore de Lajarte: Le Portrait. Opéra-Comique en deux actes. Paris 1884 (zusammen mit Paul A. Chapelle).[10]
- Henry Litolff: Die Tempelherren. Große Oper in fünf Akten und sieben Bildern. Litolff, Braunschweig 1889 (zusammen mit Armand Sylvestre und Lionel Bonnemère).[11]
- Edmond Missa: Juge et Partie. Opéra-comique en deux actes. Paris 1886 (frei nach Antoine Jacob Montfleury).[12]
- Samuel David: La fée des bruyères. Opéra-comique en trois actes. Barbré, Paris 1878.[13]

Theaterstücke
- Une nuit orageuse. Comédie en deux actes. Paris 1852 (zusammen mit Armand d’Artois).[14]
- Ne touchez pas à la hache! Comédie-vaudeville en un acte. Paris 1854 (zusammen mit Edouard Plouvier).[15]
- Ô le meilleur des pères. Vaudeville en un acte. Levy, Paris 1854 (zusammen mit Adrien Decourcelle).[16]
- Philanthropie et repentir. Vaudeviller en un acte. Levy, Paris 1855.[17]
- Zu schön! Lustspiel in einem Aufzug. Reclam, Leipzig 1885 (zusammen mit Edouard Plouvier).[18]
- La crise de ménage. Comédie en un acte. Levy, Paris 1857 (zusammen mit Edouard Plouvier).[19]
- Feu le capitaine Octave. Comédie en un acte. Levy, Paris 1859 (zusammen mit Edouard Plouvier).[20]
- Si Pontoise le savait! Comédie-ävaudeville en un acte. Levy, Paris 1860 (zusammen mit Paul A. Chapelle).[21]
- Une bonne pour tout faire. Vaudeville en un acte. Levy, Paris 1860 (zusammen mit Jules Rostaing).[22]
- Toute seule. Comédie en un acte. Levy, Paris 1860 (zusammen mit Edouard Plouvier).[23]
- La Czarine. Drame en cinq actes et huit tableaux. Levy, Paris 1868.[24]
- L'officier de fortune. Drame en cinq actes et dix tableaux. Levy, Paris 1874 (zusammen mit Jules Rostaing).[25]
- L'abîme de Trayas. Drame en cinq actes et six tableaux. Levy, Paris 1879 (zusammen mit Jules Rostaing).[26]